# 18823 Zachozer
18823 Zachozer este un asteroid din centura principală de asteroizi.

## Descriere
18823 Zachozer este un asteroid din centura principală de asteroizi. A fost descoperit pe 14 iulie 1999 la Socorro, New Mexico, în cadrul proiectului LINEAR. Asteroidul prezintă o orbită caracterizată de o semiaxă mare de 2,42 ua, o excentricitate de 0,14 și o înclinație de 2,6° în raport cu ecliptica.